# Başvekil
Başvekil és el títol otomà del segle xix utilitzat per als grans visirs, però també per als caps de govern inicials de la República de Turquia.
El càrrec va ser creat pel sultà Mahmut II per a Mehmed Emin Rauf Paşa el 30 de març del 1838 en el marc de les reformes que va fer a l'organigrama estatal. Va ser mantingut pels governs de Koca Mehmet Hüsrev Paixà, Ahmed Vefik Paixà i Mehmed Sadık Paşa, però amb la presa de poder de Mütercim Mehmed Rüşdi Paşa el 28 de maig del 1878 va ser abolit. Tanmateix, va ser recuperat per Abdul Hamid II per a Ahmed Arifi Paşa, fill de Khayr al-Din Paixà, el 29 de juliol del 1879. Els quatre nomenats després d'aquest van conservar el títol i va durar tres anys i mig, fins al nomenament de Küçük Mehmet Said Paixà el 3 de desembre del 1882.
Va ser substituït pel títol de Primer Ministre de Turquia.